# Nyköping
Nyköping ( pronúncia) é uma cidade sueca da província da Södermanland.

Se situa na costa do mar Báltico, entre as cidades de Södertälje, Norrköping e Oxelösund.

Na Idade Média, foi muito relevante, sendo frequentemente residência do rei. Hoje, é uma cidade industrial e centro administrativo do condado.

Tem 18,3 quilômetros quadrados e segundo o censo de 2021, havia 38 780 habitantes. 

É a sede da comuna de Nyköping e a capital do condado de Södermanland.

## Etimologia
O topônimo Nyköping deriva das palavras nórdicas ny (novo) e køpunger (local de comércio), significando provavelmente O novo local de comércio, em sueco antigo. Em latim, Nyköping aparece traduzido como Nycopiam, no século XIII.
Em textos em português costuma ser usada a forma original Nyköping, ocasionalmente transliterada para Nykoping, por adaptação tipográfica.

| “ | Carlos X - Rei da Suécia nascido em 1622, em Nyköping… | ” |
|   |                                                        |   |

## História

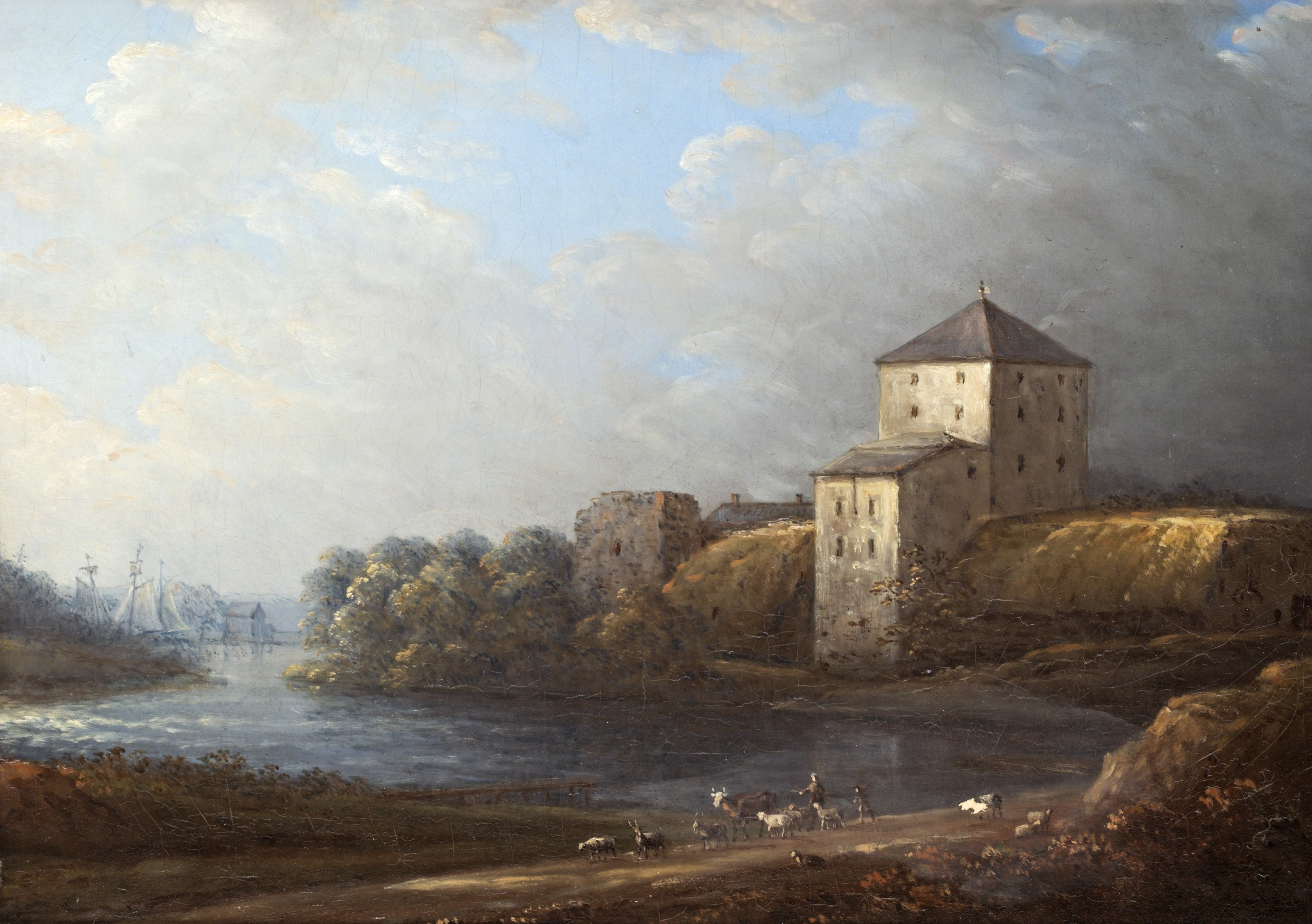
O Castelo de Nyköping no início do século XIX, retratado por Carl Johan Fahlcrantz.

Durante a Idade Média, Nyköping era uma cidade importante, defendida pelo Castelo de Nyköping (Nyköpingshus).

Foi o palco do incidente de política interna real, conhecido como banquete de Nyköping (Nyköpings gästabud) em 1317. 

Foi devastada por um grande incêndio em 1665, e destruída pelos Russos em 1719.

## Educação
A cidade de Nyköping possuí escolas de ensino básico e secundário, e dispõe igualmente de educação de adultos (Komvux), de ensino superior profissional (yrkeshögskola) e de ensino superior.

#### Escolas superiores
- Campus Nyköping (Ensino superiorl) [13]

#### Ensino superior profissional
- Campus Nyköping (Ensino superior profissional) [14]

## Património
Alguns pontos turísticos mais procurados atualmente são:

- Castelo de Nyköping (Nyköpingshus ou Nyköpings slott)
- Museu da Sörmland (Sörmlands museum)
- Igreja de São Nicolau (S:t Nicolai kyrka)
- Igreja de Todos os Santos (Alla Helgona kyrka)

## Personalidades ligadas a Nyköping
- Carlos X (1622-1660; rei da Suécia)
- Anna Bergendahl (cantora)
- Harald Gripe (ilustrador)
- Maria Gripe (escritora)
- Anna Lindh (antiga ministra)
- Johan Skytte (1577-1645; antigo conselheiro real)

## Desporto

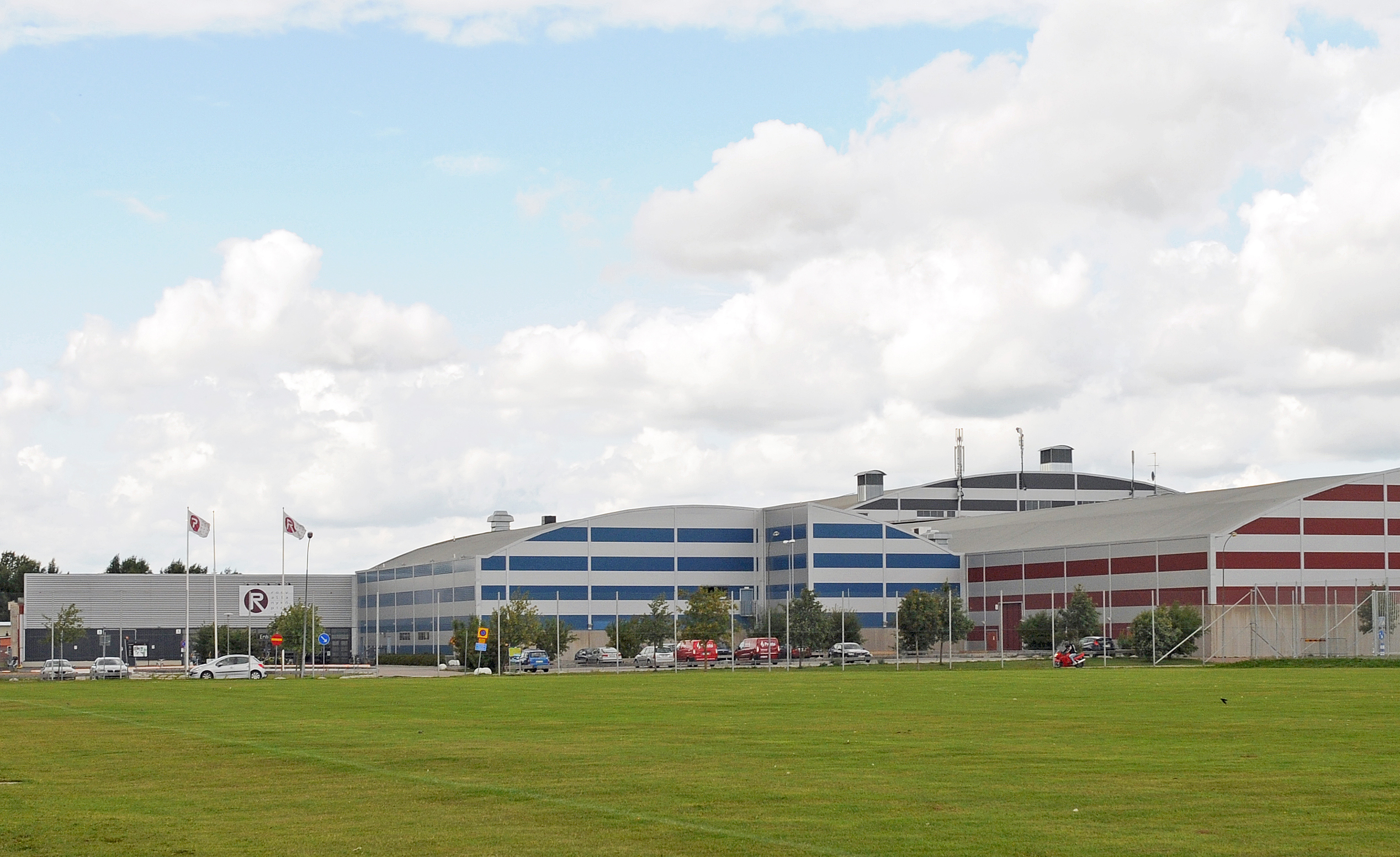
O pavilhão desportivo de Rosvalla

Entre os desportos em destaque em Nyköping, estão o futebol e o motociclismo.
Como clubes mais cotados da cidade, podem ser apontados o IFK Nyköping (futebol, andebol) e o Nyköpings Speedwayklubb (motociclismo).

A Rosvalla (pavilhão multi-usos) e a Folkungavallen (futebol, atletismo) costumam ser indicadas entre as suas arenas desportivas mais importantes.

| - Clubes: - IFK Nyköping (futebol, andebol) - Nyköpings Speedwayklubb (motociclismo) - Arenas: - Rosvalla (pavilhão multi-usos) - Folkungavallen (futebol, atletismo) - Trilhos pedestres ou de bicicleta: Trilho da Sörmland (percurso pedestre com ramificações até Estocolmo e Eskilstuna) |

## Galeria

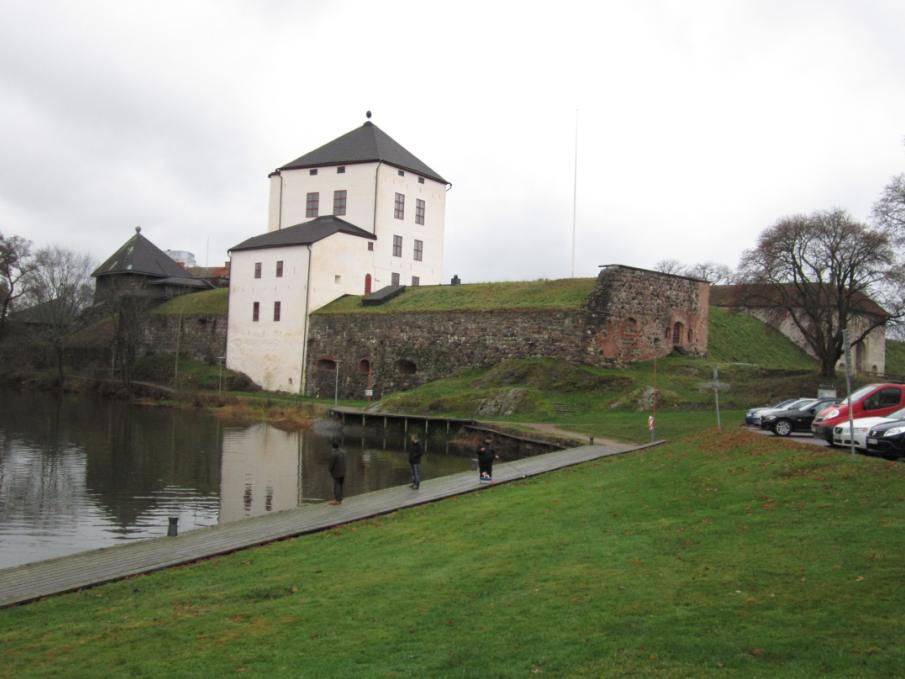
O Castelo de Nyköping
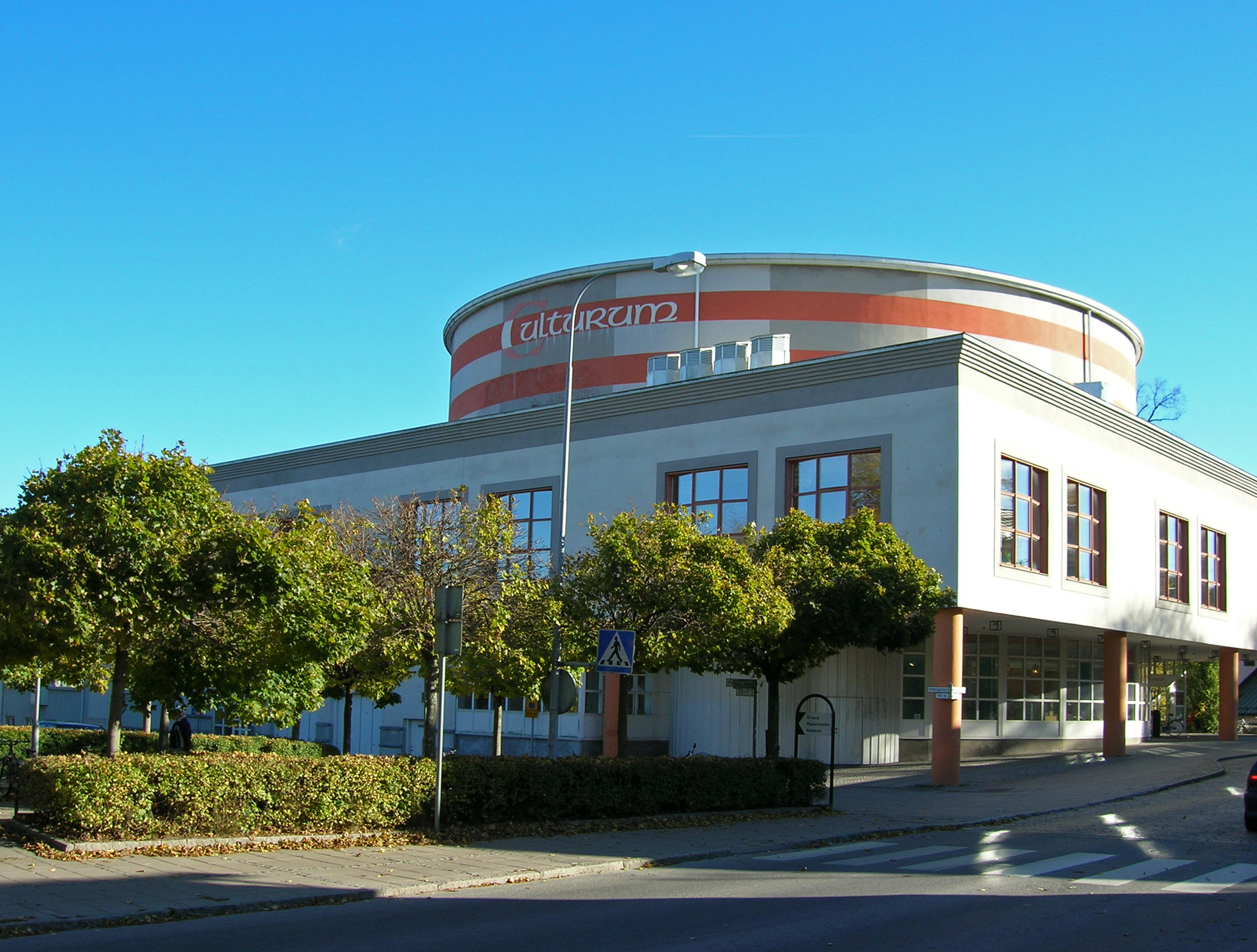
O Culturum, com biblioteca municipal e sala de concertos
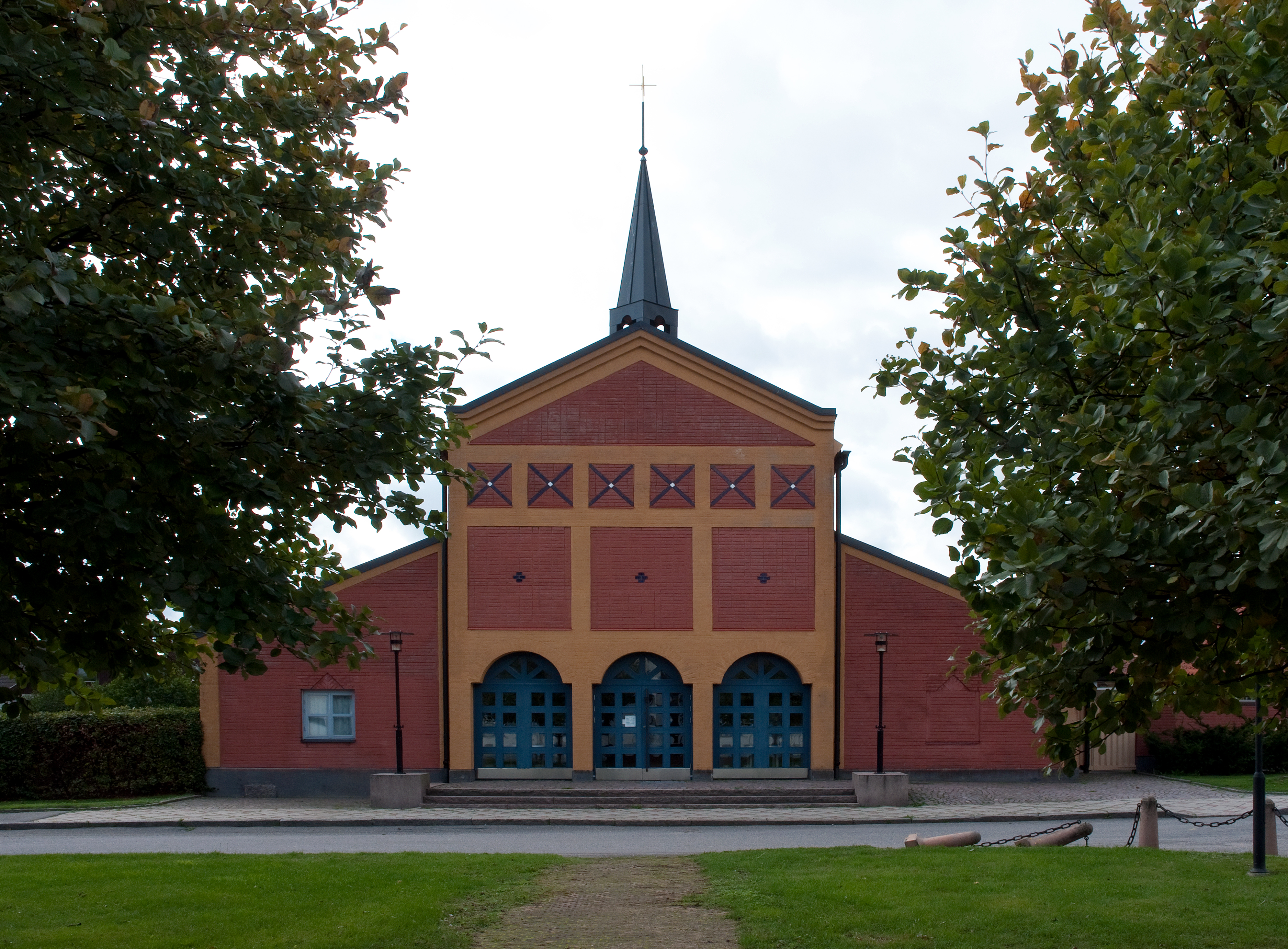
A Igreja de Santa Ana (católica)
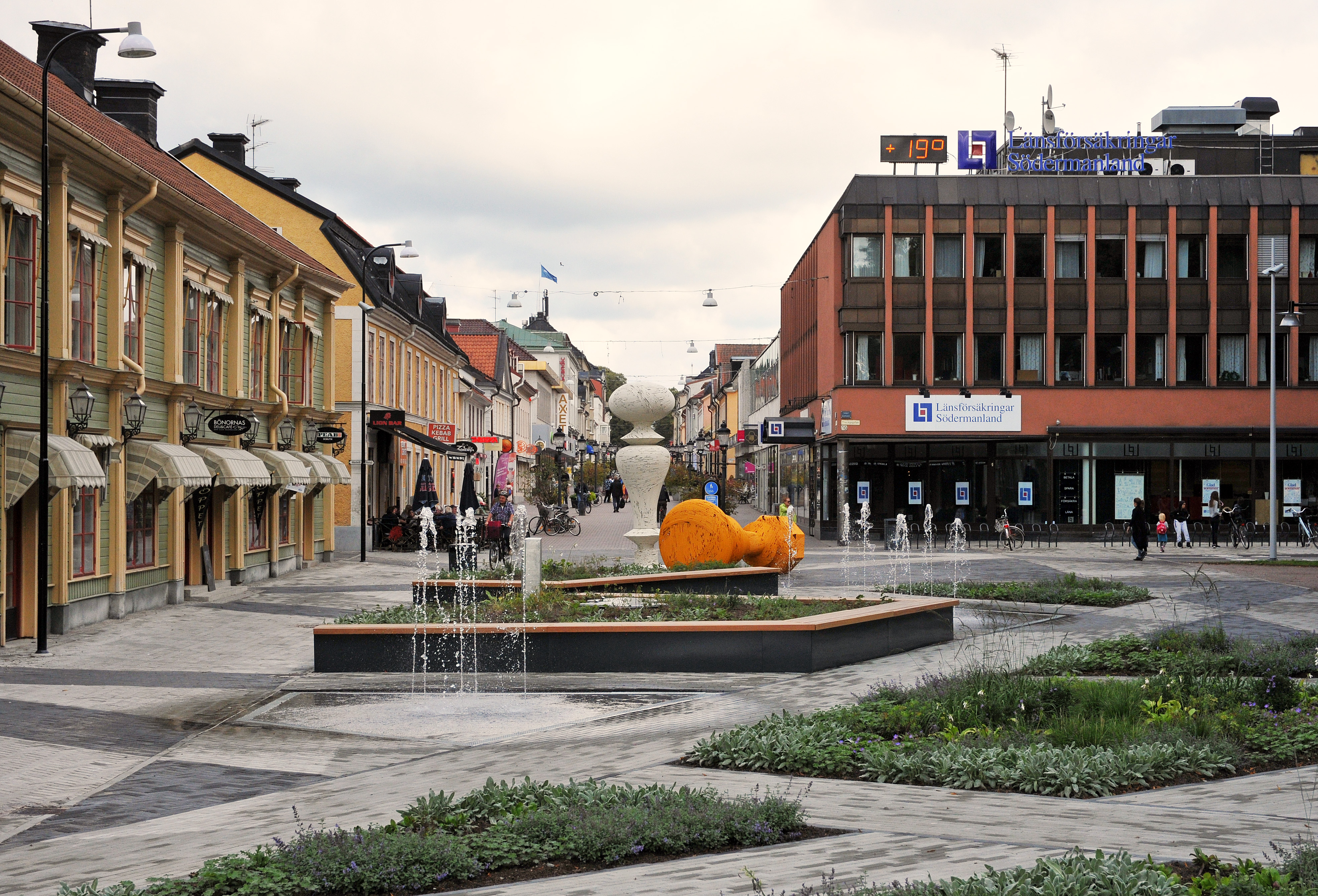
A Praça do Teatro (Teatertorget)